# Безкорпусний телескоп

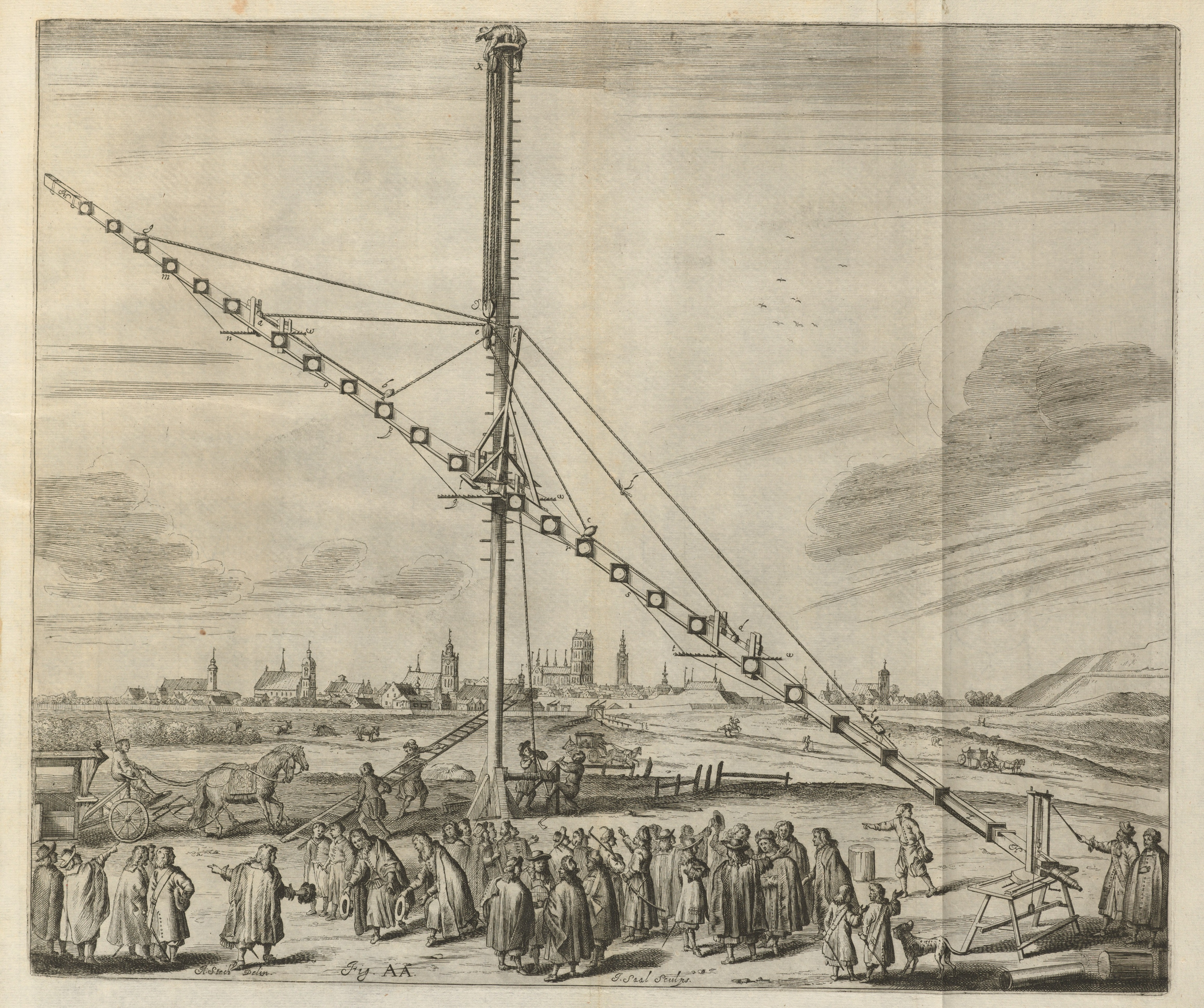
Приклад безкорпусного телескопу. Зображення з книги Machinae coelestis Йоханеса Гевеліуса, 1673 рік.

Безкорпусний телескоп (англ. Aerial telescope) — тип рефракторного телескопа з дуже великою фокусною відстанню, у якому окуляр та об'єктив не кріпляться до суцільного твердого корпусу. Замість цього об'єктив встановлювали на стовп, вежу чи іншу конструкцію на кульовий шарнір, що обертається. Астроном стояв на землі й тримав окуляр, який з'єднувався з об'єктивом з допомогою мотузки або дроту. Натягнувши мотузку і переміщуючи окуляр, астроном міг навести телескоп на об'єкт у небі.

## Історія
У 1675 році Християн Гюйгенс і його брат Константин Гюйгенс-молодший вирішили застосувати об'єктиви з дуже великою фокусною відстанню, повністю відмовившись від зовнішньої труби, яка служила для захисту об'єктива від зовнішніх впливів, таких як світло, вологість і бруд. У безкорпусному телескопі Гюйгенса об'єктив встановлювався всередині залізного кільця, розташованого на кульовому шарнірі для забезпечення можливості обертання. Потім цю конструкцію встановлювали на вежу чи будівлю. Окуляр зазвичай тримав у руці астроном, який задля стійкості спирав свої лікті на дерев'яну опору. Об'єктив і окуляр фіксувалися на одній лінії за допомогою натягнутої з'єднувальної мотузки (дроту). Християн Гюйгенс у 1684 році опублікував опис безкорпусного телескопа у своїй книзі «Astroscopia Compendiaria», і цей винахід приписували йому і його братові Константину, хоча подібні конструкції застосовував Адрієн Озу; також ідею іноді приписують Крістоферу Рену.
Декілька великих відкриттів було зроблено саме за допомогою безкорпусних телескопів. У 1684 році астроном Джованні Доменіко Кассіні використав один із своїх безкорпусних телескопів, який він встановив на території Паризької обсерваторії, щоб знайти Діону і Тефію, два супутники Сатурна. У 1722 році Джеймс Бредлі виміряв діаметр Венери за допомогою безкорпусного телескопа, фокусна відстань якого становила 212 футів (65 м). У 1726 році Франческо Б'янкіні намагався створити карту поверхні Венери і визначити період її обертання за допомогою безкорпусного телескопа з діаметром об'єктива 2,6 дюйма (66 мм) і фокусною відстанню 100 футів (30,5 метрів).
Безкорпусні телескопи швидко втратили свою популярність. На початку 18 століття їх замінили телескопи-рефлектори завдяки своїй компактній конструкції та якіснішому зображенню. Остаточна відмова від цих телескопів відбулася наприкінці 1750-х років, коли стався прорив у виробництві лінз, який дозволив створювати лінзи з короткою фокусною відстанню, таким чином потіснивши винаходи Гюйгенса. Безкорпусні телескопи швидко припинили використовувати через складність роботи з ними.
У травні 2014 року в Лейденській обсерваторії в Лейдені була представлена робоча копія безкорпусного телескопа Гюйгенса. Його замовив Ганс де Рейк, голландський популяризатор науки. Телескоп представили під час першої щорічної весняної лекції Kaiser Lente Lezingen — місцевих лекцій з астрономії. На відміну від оригінальних телескопів, цей має лише 4-метрову фокусну відстань, що значно полегшує роботу з ним.